# Mito Pereira
Guillermo Pereira Hinke (Santiago de Chile, 31 de marzo de 1995), más conocido como Mito Pereira, es un golfista profesional chileno.
Actualmente participa en el PGA Tour, tras su triunfo en el Country Club de Bogotá Championship, tercer lugar en Panama Championship y cuarto lugar en El Bosque Mexico Championship by INNOVA.

## Biografía
Se inició en el golf en la comuna de Pirque a los 3 años de edad. A los 8 años jugó su primer mundial en los Estados Unidos y participó activamente en competencias internacionales hasta los 15 años. A esa edad se retiró y se mantuvo alejado del golf hasta los 17 años.
Durante 2014 se enroló en el programa masculino de golf de la Universidad de Texas Tech. Tras una primera temporada en que obtuvo cuatro Top 10 y finalizó en el 62.º lugar del ranking universitario, decidió dar el paso al profesionalismo. En 2015 comenzó a competir en PGA Tour Latinoamérica, obteniendo en 2016 el título del Roberto De Vicenzo Punta del Este Open Copa NEC, además de seis Top 5. Los buenos resultados le permitieron dar el salto al Korn Ferry Tour, en el cual compite desde 2017. En 2019 obtuvo la medalla de bronce en golf masculino en los Juegos Panamericanos de 2019 en Lima.
En 2020 obtuvo su primer triunfo en el Korn Ferry Tour en el Country Club de Bogotá Championship, además de otros buenos resultados que prácticamente aseguraron su ingreso al PGA Tour en la próxima temporada.
En 2021 representó a Chile, junto con Joaquín Niemann, en los Juegos Olímpicos de Tokio 2020. Finalizó la ronda final empatado en el tercer lugar junto a otros 6 competidores, por lo que debió disputar un desempate por la medalla de bronce, sin embargo, un desafortunado golpe no le permitió seguir luchando por la medalla, obteniendo así el cuarto lugar empatado con Collin Morikawa, Rory McIlroy, Juan Sebastián Muñoz, Hideki Matsuyama y Paul Casey, obteniendo de todas formas un diploma olímpico por el lugar obtenido. En diciembre de 2021, Pereira fue elegido por el Comité Olímpico de Chile como el mejor deportista del año.
Obtuvo el tercer lugar en el PGA Championship 2022, tras una intensa última ronda en la cual un doble bogey en el hoyo 18 le obligó a ceder el primer lugar.
En 2023 participó en los Juegos Panamericanos realizados en Santiago de Chile, donde finalizó en décimo lugar con tarjeta de -9.

## Estilo de juego
Su máximo ídolo desde la infancia ha sido el estadounidense Tiger Woods. Su entrenador ha sido el chileno Eduardo Miquel desde 2016, compartido con su compatriota Joaquín Niemann. Ha tenido como caddie al argentino Arnaldo Pereira hasta 2022, así como al australiano Scott McGuinness desde 2022.